# Lil Double 0
Lil Double 0, pseudonimo di Tyreke Rieco Rogers (Memphis, 5 dicembre 2001), è un rapper statunitense.

## Biografia
Durante la sua adolescenza, Rogers ha praticato pallacanestro. Ha perso due dei suoi amici più cari, uno per omicidio e l'altro per incarcerazione, ragioni per cui ha deciso di intraprendere la carriera musicale.
Ha iniziato a rappare all'età di 18 anni e ha guadagnato successo grazie ai singoli Living e 007, firmando quindi un contratto con la Freebandz del rapper Future nel 2021. Nel settembre dello stesso anno ha pubblicato il singolo U Sellin Dope, realizzato in collaborazione con Future. Nell'ottobre 2022 ha pubblicato in collaborazione con EST Gee il singolo Fight That Switch, accompagnato da un video musicale. Il 7 giugno 2024 è la volta del suo secondo album in studio, Freebirdz, contenente 19 tracce. Circa 10 mesi dopo, il 25 aprile 2025, è stato pubblicato il suo terzo album intitolato IOU1.

## Stile musicale
Robby Seabrook III di XXL ha descritto il suo stile musicale nel modo seguente: "Ciò che rende Double 0 così speciale è che può fare qualsiasi cadenza voglia, pur rimanendo sullo stesso filo di pensiero e intrecciando testi intelligenti".

## Discografia

### Album in studio
- 2022 – Walk Down World
- 2024 – Freebirdz
- 2025 – IOU1

### Mixtape
- 2020 – 4K
- 2020 – 223
- 2021 – Slimin' 4K Beats
- 2021 – Walk Down Gang

### EP
- 2021 – 4K The Streets
- 2021 – Dirty Sprite